# Higanbana no Saku Yoru ni
Higanbana no Saku Yoru ni (彼岸花の咲く夜に?  lit. La Noche en Que Las Flores del Infierno Florecen o En la Noche que las Flores del Infierno Florecen) es un manga que actualmente se está publicando en la revista Dragon Age, creado por Ryukishi07, creador de Higurashi no Naku Koro ni y Umineko no Naku Koro ni, y dibujado por Nishieda e Ichirou Tsunohazu. El manga está basado en los 7 misterios de las escuelas japonesas. Pese el parecido de nombres esta obra no pertenece a la saga When They Cry.

## Sinopsis
Existe una colección de historias de terror japonesas que han sido pasadas de generación en generación, conocidas como los "Siete Misterios de las Escuelas (japonesas)". Sin embargo, hay un octavo misterio conocido como "Mesomeso-san" con el que el manga ofrecerá una nueva forma de contarlo.
Marie se encuentra atrapada en una situación horrible. Ella es constantemente atormentada por sus compañeros de clase y su profesor abusa de ella diariamente. Debido a que sus padres trabajan largas jornadas casi no tiene contacto con ellos, por lo que, sumado a que no tiene ningún amigo, Marie se encuentra prácticamente sola.
Sintiéndose cada vez más alienada, un día decide recurrir a los Yōkai (demonios/espíritus malignos) y misterios de su escuela para conseguir su venganza contra sus crueles compañeros de clase y su profesor.
¿Hasta dónde estará dispuesta a llegar Marie? ¿Y qué será lo que realmente busca la enigmática entidad que decide brindarle una mano?

## Personajes
Marie Moriya (森谷 毬枝 Moriya Marie?)
Marie es la protagonista principal del primer Arco, titulado Mesomeso-san. Ella se presenta como un estudiante que es constantemente acosada por sus compañeros de clase y sufre de abuso sexual por su profesor. Desesperada en el antiguo edificio de su escuela, se convierte en el objeto de la leyenda urbana del yōkai llamada Mesomeso (derivado de la onomatopeya japonesa para el llanto y los sollozos). Ella se presenta ante los demás protagonistas de la serie a apoyarlos si son víctimas de acoso escolar.
Higanbana (彼岸花?)
Higanbana es el tercer más alto rango de yōkai en la escuela, también conocido como "Higanbana la bailarina". Se presenta principalmente como una muñeca occidental que se encuentra en la enfermería de la escuela, según la leyenda, baila en su propia noche. Ella es la yōkai que ofrece sus servicios a Marie, y la trata como su asistente personal. Suele atormentar a los estudiantes crueles o a los que tienen poca fuerza de voluntad. Se representa como una antagonista en la historia del héroe, o como un antihéroe de cara a los villanos.
Profesor Kanamori
Es el joven profesor encargado de la clase de Marie. Es muy popular entre los demás profesores y niños de la escuela. Cuando conoce a Marie la ayuda y cuida del resto de sus compañeros, pero su fijación en Marie fue evulocionando macabramente hasta el punto en que un día, cuando ella acudió a él llorando, terminó abusando de ella. Kanamori posee un personalidad muy retorcida, teniendo en cuenta que puede mostrar gran amabilidad, una perversidad aterradora y al mismo tiempo (mostrado en capítulos más avanzados del manga) un estado mental delirante. Para asegurarse de que Marie no le hable a nadie sobre su "relación", la amenaza con mostrar los videos que él graba cuando abusa de ella.
La Enfermera
Cuando Marie es lastimada por una compañera de clase, debido a estar celosa de que el profesor Kanamori le preste "más atención" que a ella, la enfermera le aplica un vendaje en la mano a Marie(aunque Marie no le explica quién la hirió). Ella le enseña a Marie la muñeca que es la supuesta "ama de la escuela", a la cual uno debe rezar. La enfermera parece ser una mujer joven, simpática y alegre. También sabe mucho sobre los demás misterios de la escuela.

## Orígenes
El origen de Higanbana no Saku Yoru ni fue en el 2006 cuando Ryukishi07 comenzó a escribir una serie de Novelas ligeras tituladas Gakkō Yōkai Kikō: Dai-hachi Kaidan Boshūchū (学校妖怪紀行 第八怪談募集中 lit. El libro de viaje del Yōkai de la escuela: Contrato con la octava Kaidan'?)Gakkō Yōkai Kikō: Yō (学校妖怪紀行 ～枼～Gakkō Yōkai Kikō: Yō'?), con ilustraciones de Nishieda. La novela apareció por primera vez en el tercer volumen de Fujimi Shobo de Dragon Age Pure revista del 29 de noviembre de 2006. Dos capítulos aparecieron en Dragon Age Pure antes de que se suspendiera: el capítulo dos, apareció en el cuarto volumen el 20 de abril de 2007 y el capítulo tres en el quinto volumen el 20 de junio de 2007. La novela fue adaptada en un manga ilustrado por Rei Izumi titulada. Un pequeño avance del manga apareció en el quinto volumen de Dragon Age Pure, y se descontinuó después del primer capítulo que apareció en el sexto volumen de Dragon Age Pure el 20 de agosto de 2007.

## Manga
Higanbana no Saku Yoru ni comenzó con un manga escrito por Ryukishi07 de 07th Expansion e ilustrado por Ichirō Tsunohazu. Los personajes originalmente fueron creados por Nishieda. El manga se empezó a serializar desde mayo de 2010 en la revista Monthly Dragon Age. El primer volumen se publicó el 9 de noviembre de 2010. A día 9 de septiembre ya se han publicado tres volúmenes.

## Novela visual
07th Expansion produjo una Novela visual basada en el manga. El primer arco titulado Higanbana no Saku Yoru ni: Dai-ichi Yoru (彼岸花の咲く夜に 第一夜?  lit. La Noche en que Las Flores del Infierno Florecen: Primera Noche), lanzado el 13 de agosto de 2011 en el Comiket 80. A diferencia de los anteriores juegos de 07th Expansion, Higurashi no Naku Koro ni y Umineko no Naku Koro ni, el juego de Higanbana contiene siete novelas, cada arco con aproximadamente la misma longitud que el juego de Umineko.